# Qidong (socken i Kina)
Qidong (kinesiska: 七洞乡, 七洞) är en socken i Kina. Den ligger i den autonoma regionen Guangxi, i den södra delen av landet, omkring 150 kilometer nordost om regionhuvudstaden Nanning.
Genomsnittlig årsnederbörd är 1 993 millimeter. Den regnigaste månaden är juni, med i genomsnitt 358 mm nederbörd, och den torraste är oktober, med 45 mm nederbörd.